# Stephen Black
Stephen Roger Black (Melbourne, 5 aprile 1980) è un ex cestista australiano con cittadinanza irlandese.

## Carriera
Con l'Australia ha disputato i Campionati oceaniani del 2003.